# Dekanat Ustrzyki Dolne
Dekanat Ustrzyki Dolne – dekanat archidiecezji przemyskiej, w archiprazbiteracie bieszczadzkim.

## Historia
Dekanat został utworzony 1 października 1966 roku, decyzją bpa Ignacego Tokarczuka.
W skład dekanatu weszły parafie z wydzielonego terytorium dekanatów:
- leskiego – Ustrzyki Dolne, Czarna, Jasień, Lutowiska, Łobozew, Polana, Ropienka.
- birczańskiego – Nowosielce Kozickie.

Pierwszym dziekanem został ks. Kazimierz Nawrocki. Kolejnymi dziekanami byli m.in.: ks. Stanisław Matuła, ks. Julian Jakieła. Obecnym dziekanem jest ks, prał. Roman Szczupak.

## Parafie
- Brzegi Dolne – pw. Matki Bożej Różańcowej
  - Łodyna – kościół filialny pw. św. Antoniego
- Ustrzyki Dolne – pw. Najświętszej Maryi Panny Królowej Polski
- Ustrzyki Dolne (Jasień) – pw. Matki Bożej Bieszczadzkiej (Michalici)
  - Moczary – kościół filialny pw. Niepokalanego Serca Najświętszej Maryi Panny
  - Bandrów Narodowy – kościół filialny pw. św. Andrzeja Boboli
  - Hoszowczyk – kościół filialny pw. Narodzenia Najświętszej Maryi Panny
  - Hoszów – kościół filialny pw. Bł. Bronisławy
  - Jałowe – kościół filialny pw. św. Mikołaja Biskupa
- Krościenko – pw. Narodzenia Najświętszej Maryi Panny
  - Liskowate – kościół filialny pw. św. Jana Pawła II
- Olszanica – pw. Matki Bożej Pocieszenia
  - Stefkowa – kościół filialny pw. Niepokalanego Poczęcia Najświętszej Maryi Panny,
- Ropienka – pw. św. Barbary
  - Stańkowa – kościół filialny pw.  św. Józefa Robotnika
  - Ropienka Górna – kościół filialny pw. Najświętszej Maryi Panny
- Ustjanowa Górna – pw. Narodzenia Najświętszej Maryi Panny
  - Ustianowa Dolna – kościół filialny pw. Miłosierdzia Bożego
  - Równia – kościół filialny pw. Matki Bożej Wspomożycielki Wiernych.
- Ustrzyki Dolne – pw. Świętego Józefa Robotnika
  - Strwiążek – kościół filialny pw. Bł. Marii Ledóchowskiej
- Wańkowa – pw. Matki Bożej Różańcowej
  - Leszczowate – kościół filialny pw. św. Paraskewii
  - Paszowa – kościół filialny pw. Narodzenia Najświętszej Maryi Panny
  - Serednica – kościół filialny pw. św. Stanisława Kostki
- Wojtkowa – Nowosielce Kozickie – św. Jerzego i św. Tekli
  - Nowosielce Kozickie – kościół filialny
  - Jureczkowa – kościół filialny pw. św. Piotra i Pawła

## Zgromadzenia zakonne
- Ustrzyki Dolne (Jasień) – xx. Michalici (1971)
- Ustrzyki Dolne – ss. Serafitki (1970)
- Ustrzyki Dolne – ss. Córki św. Franciszka (1996)